# Добруджа
Добру́джа (рум. Dobrogeaо файле, болг. Добруджа, гаг. и тур. Dobruca) — историческая область на севере Балканского полуострова, на территории современных Румынии и Болгарии. В конце XIX - начале XX века Добруджа, стратегически расположенная близ важной дельты Дуная, стала объектом яростных территориальных споров между Российской и Османской империями и Румынией с центра и Болгарией на юге (регион Южная Добруджа).

## Этимология
Название Добруджа славянского происхождения. По одной из версий происходит от корня «добра» (dobra), так же как и множество других топонимов с названиями «Добра», «Добружка» и т. п. Более распространена точка зрения, согласно которой название регион получил по имени своего правителя Добротицы.

## География

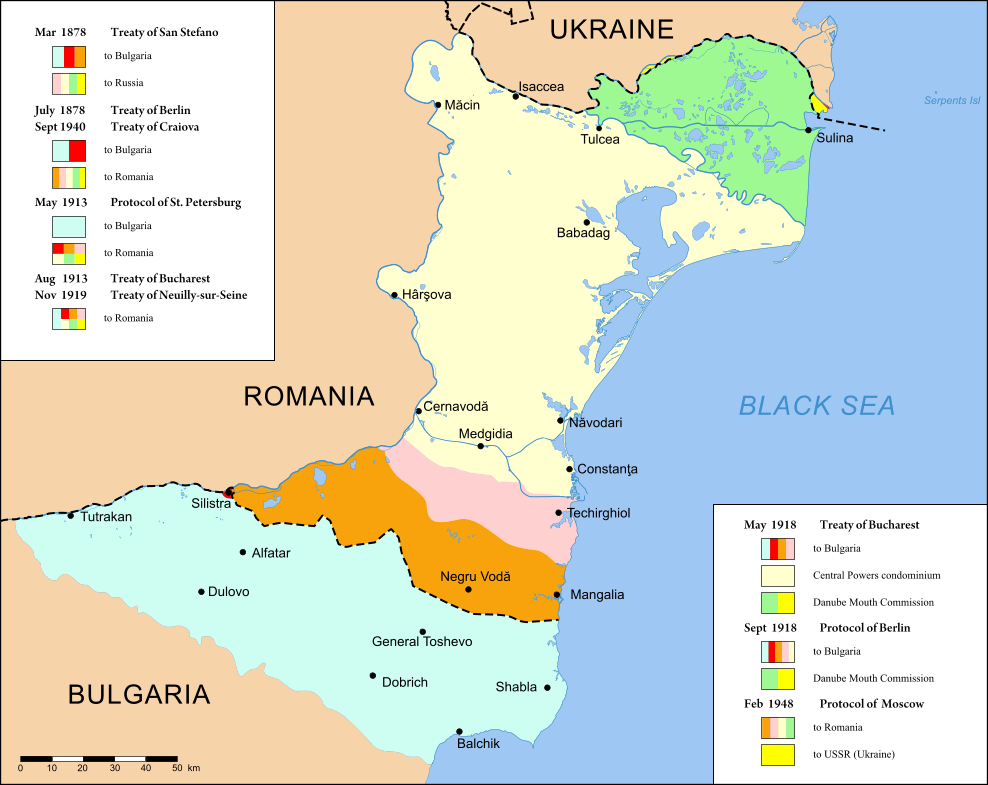
Добруджа с 1878 года

Историческая Добруджа состоит из Северной Добруджи, являющейся в настоящее время частью Румынии, и Южной Добруджи — частью Болгарии. Румынская Добруджа расположена между нижним Дунаем и Чёрным морем и включает дельту Дуная и румынское побережье Чёрного моря (болгарская часть Добруджи включает самую северную часть болгарского побережья Чёрного моря). На гербе Румынии Добруджа представлена в виде дельфина.
Румынская Добруджа включает уезды (жудецы) Констанца и Тулча. Главные города — Констанца, Тулча, Меджидия (Medgidia) и Мангалия (Mangalia). Болгарская часть включает область Добрич и части областей Силистра и Варна. Главные города — Добрич и Силистра.
За исключением дельты Дуная — болотистого региона на северо-востоке области, рельеф Добруджи холмист, со средними высотами 200-300 м. Высшая точка — пик Цуцуяту/Гречь (467 м) в Тулчинских (Мачинских) горах. Плато Добруджа занимает большую часть румынской части Добруджи, в болгарской части находится и плато Лудогорье (Лудогорие). Озеро Сютгёль — одно из важнейших озёр этого региона.

## История

### Скифское царство
В древности Добруджа была известна как Малая Скифия. К югу от излучины Дуная, в частности, царствовал знаменитый скифский вождь Атей.

### Первое Болгарское царство
Добруджа является первой задунайской областью Болгарского царства (Болгария). Здесь, в дельте Дуная, в 680 году началась война булгар с Византийской империей, итогом которой стало расширение государства Болгарии за Дунай, согласно заключённому с империей в 681 году мирному договору.
В X веке киевский князь Святослав Игоревич напал на Болгарию и взял Преслав, столицу государства. Он заключил союз с князем Борисом ІІ, который формально остался на троне. Святослав намеревался перенести столицу из Киева в Преслав, но это угрожало Византии, и император Иоанн Цимисхий предпринял поход против русов и узов. Главная битва состоялась у стен Преслава, где Иоанн победил болгарские войска, взял город, а царя Бориса ІІ увёл в плен. Святослав не хотел покидать Добруджу и сделал добруджанский город Силистра на берегу Дуная центром своей обороны. Цимисхий долго и безуспешно штурмовал Силистру, и после длительной полной блокады киевский князь был вынужден отозвать свои войска и вернуться домой. Вследствие этого нашествия Болгария, несмотря на полувековую борьбу царя Самуила, попала под византийское владычество на 167 лет.

### Второе Болгарское царство
Добруджа была освобождена от византийского владычества во время восстания братьев Ивана-Асеня I, Петра и Калояна в 1185-1186 годах и власть Болгарии была восстановлена. Во время Второго Болгарского царства на территории Добруджи жили узы (огузы), половцы (куманы), печенеги (все эти 3 народа считаются предками современных гагаузов), татары, аланы, другие тюркоязычные народы, а также русы, греки, итальянцы.

### Поздний период
Хотя Добруджа была частью Болгарского государства, в ней было сильно влияние татар. Известно, что в 1259 византийский император Михаил VIII Палеолог поддержал сельджукского султана Изаддина Кейкабуса в переселении группы турок-сельджуков из Анатолии. Впоследствии большая часть сельджуков вернулась в Анатолию.

Добруджанское деспотство/княжество

### Добруджанский деспотат
Около 1325 года северо-восточная часть Болгарии вышла из-под контроля центральной власти и стала самостоятельным княжеством узов (огузов) со столицей в Карвуне (ныне Балчик) во главе с князем Балык. Это княжество, по сути, являлось первым государственным образованием нынешних гагаузов, которое в дальнейшем расширило границы и получило название Добруджанский деспотат. Данное наименование происходит от узского произношения имени правителя Добротицы, сына Балыка. Деспотат занимал территорию вдоль побережья примерно от Балканских гор до дельты Дуная. Добротица (правил в 1347-1386 годах; начиная с 1357 года пользовался титулом «деспот») добился полной независимости княжества и перенёс его столицу в Калиакру.
Добротица создал небольшой военный флот из 14 галер. При помощи него он вёл успешные военные действия против Генуэзской республики, а также совершал «рейды» против византийских кораблей, которые однако расценивались противником как пиратство. С Венецианской республикой он поддерживал союзнические отношения.
После смерти Добротицы (около 1385-1386 гг.) на престол взошёл его сын Иванко, которому пришлось стать вассалом правителя Османской Империи султана Мурада I, осадившего новую столицу Добруджи Варну, и подписать мир с Генуэзской республикой.
Однако после поражения небольшого турецкого войска от валашского воеводы Мирчи Старого, ссылаясь на то, что ни тырновский царь Иван Шишман, ни Иванко не выслали войско, как вассалы, султан Мурад I, отправил большое войско и Добруджанский деспотат прекратил своё существование, войдя в состав Османской империи. Согласно легенде, крепость Калиакра на одноимённом мысе пала последней.
В конце XIX и в начале XX века, в результате освобождения балканских народов от Османской империи, болгарский и румынский народы с помощью России не только восстановили свою государственность, но и поглотили, разделив между собой, соседнюю Добруджу. Таким образом, гагаузский народ, являвшийся до XX века титульной нацией на территории исторической Добруджи, не только не восстановил свою государственность, но впоследствии был ассимилирован в румын на территории Румынии и в болгар на территории Болгарии.
От окончательной ассимиляции добруджанских гагаузов спасло то, что небольшая часть гагаузских крестьян переселилась в начале XIX на территорию Буджака (Бессарабии).

### Османский период
В 1387—1388 годах султан Мурад I совершил первые походы на Добруджу. В 1388 году валашский господарь Мирча I Старый присоединил к Валашскому княжеству часть территории, добавив себе титул «деспот земли Добротицы и господарь Дорстора».
В 1393 году османский султан Баязид I с помощью визиря Чандарлы Али-паша завоевал юг Добруджи, однако эта территория была отбита валажским господарем Мирча I в 1395 году. 
Третья османская оккупация Добруджи произошла в 1397–1404 годах. В 1404 году Мирча I в союзе с венграми возвращает Добруджу в состав Валахии.
Относительно окончательного момента вхождения Добруджи под владычество Османской империи мнения историков разделяются, вероятно, это происходило поэтапно в 1417-1420 гг. В период с 1417 по 1878 год Добруджа находилась под властью Османской империи.
По официальным османским документам Буджак и Добруджа вместе с Дунайским районом относились к санджаку Силистра, который с конца XVI века упоминается как санджак Силистра-Очаков. Санджакбеем Силистры являлся Кантемир-мурза, назначенный в 1620 году на должность бейлербея Очакова. Армия Кантимира-паши состояла в основном из добруджанских и буджакских татар, совержавших регулярные набеги на Польшу, Валахию и Молдову.
В XVI веке венецианец Марко Вениер писал о пришествии в Добрудж 40 000 татар. При описании Добруджи середины XVII века, говорилось о том, что здесь «народ целиком состоит из татар-мусульман». В XVIII—XIX вв. в Добруджу мигрировали тысячи ногайцев и татар из Буджака, и Крыма.

### Возникновение русских иукраинскихпоселений
Возникновение русских поселений в Добрудже в османский период представляло два параллельных течения: переселение русских старообрядцев и движение за Дунай жителей Украины. Первыми явились в Добруджу в 1740-1741 гг. бывшие донские казаки, которые после подавления Булавинского восстания под предводительством сподвижника Кондратия Булавина атамана Игната Некрасова удалились на Кубань, где они стали известны под именем игнат-казаков, или некрасовцев. В царствование Екатерины II, когда Гудович взял Анапу, почти все игнат-казаки вынуждены были перебраться в Турцию.
Порта поселила часть некрасовцев в сёлах (Дунавец и Сарикёй), часть около Самсула и Кара-Бурну, предоставила им свободу от податей и повинностей, собственный суд и расправу, с обязательством воевать с Россией.
Вскоре начались столкновения некрасовцев с запорожцами, которые, после окончательного разорения Сечи на Днепре в 1775 году, в количестве около 5 000 человек переселились в дельту Дуная.
В 1785 году по приглашению австрийского правительства запорожцы передвинулись вверх по Дунаю на Военную границу, но, по прошествии очень короткого времени, вышли оттуда и основали свой кош в Сейменах, на Дунае, в пределах Турции, между Силистрией и Гирсовой.
Запорожцы приняли участие в Русско-турецкой войне 1806-1812 гг. на стороне Турции в 1809 году в гарнизоне крепости Рущука. В мирное время занимались рыболовством, спускаясь к устьям Дуная. При этом происходили столкновения с некрасовцами, которые окончились походом запорожцев против некрасовцев, поражением последних, взятием запорожцами их укрепленного пункта Дунавца и переселением туда в 1814 г. запорожского коша из Сеймен. Турецкое правительство перевело некрасовцев в Малую Азию, но часть их осталась на западном берегу лимана Разина и в долине р. Славы.
Около этого времени в Добруджу переселились казаки, прежде жившие в Самсуле и в Кара-Бурну. Также в Добруджу постоянно прибывали русские старообрядцы, но уже не казаки, а мужики. Некрасовцы принимали их в своё общество, и когда в Сарикёе стало тесно, то образовались несколько новых селений. Новопришельцы назывались казаками, тоже не платили податей и обязаны были ходить на войну, что они исполнили в Русско-турецкую войну 1828-1829 гг. под предводительством собственных атаманов.
Новые беглецы имели религиозные расхождения с Россией, но политической вражды к ней не питали. Вражды этой не могла поселить и агитация украинского эмигранта М. С. Чайковского (Садык-паши), который при содействии Турции хотел организовать в Добрудже казацкую силу для создания нового польско-казацкого государства. Необходимость воевать заодно с «басурманами» против русских ложилась на некрасовцев тяжёлым бременем. В 1864 г. им удалось освободиться от этой обязанности, причем они лишились своих исключительных прав.
Во время Русско-турецкой войны 1877-1878 гг. прежние некрасовцы неоднократно имели случай проявлять свои симпатии к славянскому делу и к России.

### Украинцы в Добрудже
Первоначально запорожцы пользовались теми же исключительными правами и несли ту же обязанность, что и некрасовцы. В 1817 году они участвовали в походе турецких войск против сербов, в 1821 году против восстания Ипсиланти, но в 1828 году во время русско-турецкой войны кошевой Гладкий с единомышленниками переправился в Измаил и вернулся в подданство России. После этого Задунайская сечь была уничтожена, а оставшиеся запорожцы слились с прочим русским населением. Но ещё до выхода Гладкого вокруг Задунайской сечи образовалось из украинских выходцев такое же семейное и в основном земледельческое население, какое в своё время группировалось вокруг Днепровской сечи.
С уничтожением Задунайской сечи украинская колонизация Добруджи затихла года на 2-3, но затем возобновилась с ещё большей силой. Десятки тысяч бежавших от крепостного права и рекрутчины людей, бродивших в 1830-40-х годах по Бессарабии и всему северному Причерноморью, стремились за Дунай. Украинские поселения растянулись, начиная от моря, по дельте и по течению Дуная вверх почти до самой Силистрии, представляя собой острова среди разноплемённого населения.
В начале царствования Александра II с турецким правительством была заключена конвенция о переселении крымских татар и черкесов в Добруджу о том, что желающим возвратиться выходцам из Российской империи будут отведены земли в Крыму и на Кубани. Под влиянием этой вести и ожидавшейся отмены крепостного права началось обратное движение в Россию, которое было известно под именем «вэлыка выходка».
Тем не менее, значительное большинство колонистов предпочло остаться на месте, а многие из переселившихся вернулись обратно.
В последней четверти XIX в. вновь было отмечено движение украинских переселенцев в Добруджу.

### Добруджа после Русско-турецкой войны 1877-1878 гг.
В 1878 г. по Сан-Стефанскому мирному договору и по Берлинскому трактату Добруджа, входившая в состав болгарских земель, отошла от Турции к России, а Россией была уступлена Румынии в обмен за вновь присоединенную к России часть Бессарабии. В 1880 г. Добруджа была разделена на две области — Тулча и Констанца.

Добруджа на карте современной Румынии.

### Выходцы из Российской империи в Добрудже в конце XIX века
Вполне украинскими селениями были: Мургуиль, оба Дунавца, Телица, Черкасская Слава, Старая Килия, Катирлез, Сатунов, Кара-Орман; в Тулче был широко распространен украинский язык. Руснаки в Добрудже сохранили народность и язык, а также переняли у некрасовцев обычай, согласно которому духовенство избирается самими прихожанами, иногда из лиц, не имеющих священного сана (посвящение производится греческим или румынским архиереем). Сохранялись украинские народные песни (не захватив событий, составляющих историю Задунайской сечи). Наибольшим изменениям подвергся малороссийский костюм, из которого сохранялись только чёрная или сивая шапка и шаровары, опущенные в высокие сапоги.
Казаки, ушедшие с Дона с Игнатом Некрасой, равно как и большинство позднейших русских переселенцев, были поповцы. Впоследствии они приняли белокриницкую иерархию и образовали две епархии, с епископами тульчинским и славским во главе; в Славе у них было два монастыря, или скита, мужской и женский. Всего поповцев-великоруссов в Добрудже было свыше 1300 дворов.
Русские в Добрудже резко отделялись от украинцев и приняли участие в этногенезе липован (рум. lipoveni (в прошлом это слово было общим названием русских раскольников в регионе), тогда как украинцы приняли участие в этногенезе руснаков (рум. rusi). В конце XIX в. общее число руснаков в Добрудже превышало 10 000 чел.

### Раздел Добруджи
- Бухарестский мирный договор 1913 года
- Крайовский мирный договор 1940 года

## Палеогенетика
У людей из окрестностей крепости Капидава, живших в 880-990 гг., определены митохондриальные гаплогруппы H, U, V, R0, N9a.